# Eugrapta
Eugrapta là một chi bướm đêm thuộc họ Erebidae.